# セッションビール

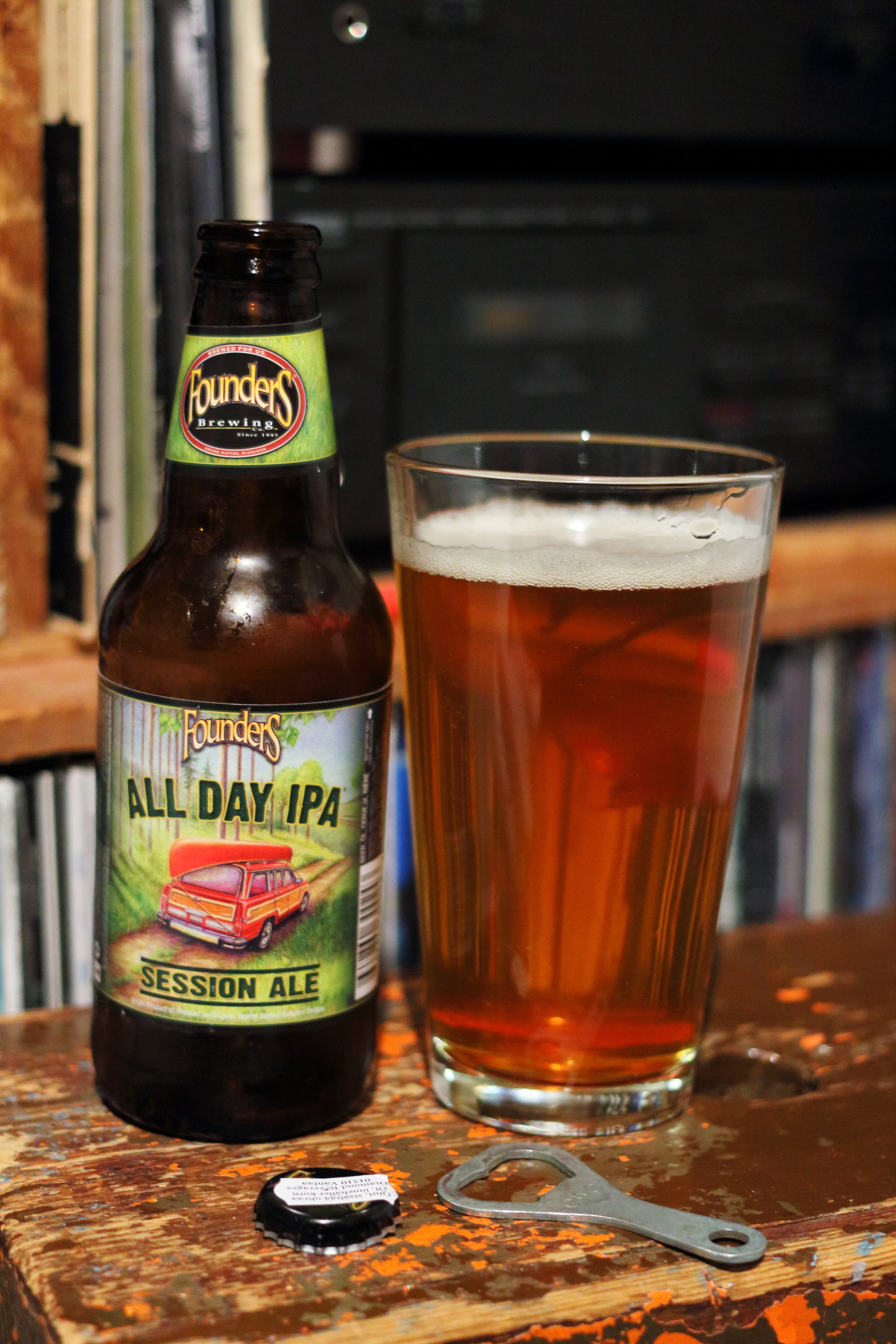
セッションIPAの草分け、アメリカ・ミシガン州のファウンダーズの「オールデイIPA」。

セッションビールは、ビールのスタイルの一つである。

## 特徴
既存のスタイルの風味の特徴を持ちながら、アルコール度数を低めに抑えたものであり、イギリスでは通常4%未満、アメリカでは5%未満である。酔っ払いすぎずに長時間飲み続けられる点が特長で、セッションIPAは2013年頃よりアメリカを中心に流行が広がった。元のスタイルによって上面発酵のエール、下面発酵のラガーのいずれも作られるが、セッションと名の付くビールの多くはセッションIPAである。
カクテルの世界にも応用され、セッション・マルガリータなどが飲まれている。

## 語源
第一次世界大戦中のイギリスで、アルコール度数を低くしたビールに限って工場労働者が休憩時間（セッション）に飲むことを認められていた故事に由来する。